# Sisarum sisaroideum
Sisarum sisaroideum är en flockblommig växtart som först beskrevs av Dc., och fick sitt nu gällande namn av Boris Konstantinovich Schischkin. Sisarum sisaroideum ingår i släktet Sisarum och familjen flockblommiga växter. Inga underarter finns listade i Catalogue of Life.